# Sirawai
Sirawai is een gemeente in de Filipijnse provincie Zamboanga del Norte op het eiland Mindanao. Bij de laatste census in 2007 had de gemeente ruim 20 duizend inwoners.

## Geografie

### Bestuurlijke indeling
Sirawai is onderverdeeld in de volgende 34 barangays:
| - Balatakan - Balonkan - Balubuan - Bitugan - Bongon - Catuyan - Culasian - Danganon - Doña Cecilia - Guban - Lagundi - Libucon | - Lubok - Macuyon - Minanga - Motong - Napulan - Panabutan - Piacan - Pisa Itom - Pisa Puti - Piña - Pugos | - Pula Bato - Pulang Lupa - Saint Mary - San Nicolas - San Roque - San Vicente - Sipakit - Sipawa - Sirawai Proper - Talabiga - Tapanayan |

## Demografie
Sirawai had bij de census van 2007 een inwoneraantal van 20.112 mensen. Dit zijn 3.578 mensen (21,6%) meer dan bij de vorige census van 2000. De gemiddelde jaarlijkse groei komt daarmee uit op 2,74%, hetgeen hoger is dan het landelijk jaarlijks gemiddelde over deze periode (2,04%). Vergeleken met de census van 1995 is het aantal mensen met -1.981 (-9,0%) toegenomen.

De bevolkingsdichtheid van Sirawai was ten tijde van de laatste census, met 20.112 inwoners op 222,5 km², 90,4 mensen per km².